# Вздул-Жондови
Вздул-Жондови (пол. Wzdół Rządowy) — село в Польщі, у гміні Бодзентин Келецького повіту Свентокшиського воєводства.
Населення — 568 осіб (2011).
У 1975-1998 роках село належало до Келецького воєводства.

## Демографія
Демографічна структура на день 31 березня 2011 року:
|          | Загалом | Допрацездатний вік | Працездатний вік | Постпрацездатний вік |
| -------- | ------- | ------------------ | ---------------- | -------------------- |
| Чоловіки | 304     | 61                 | 212              | 31                   |
| Жінки    | 264     | 48                 | 154              | 62                   |
| Разом    | 568     | 109                | 366              | 93                   |